# Sarah Calburn
Sarah Katherine Calburn, thường được gọi là Sarah Calburn, (sinh ngày 10 tháng năm 1964, Johannesburg) là một kiến trúc sư người Nam Phi.

## Tiểu sử
Sarah Calburn sinh ra ở Johannesburg, nơi cô theo học trường Roedean, trúng tuyển vào năm 1981. Bà học kiến trúc tại Đại học Witwatersrand, tốt nghiệp năm 1987 và năm 1996 được trao bằng thạc sĩ cho nghiên cứu của cô tại Học viện Công nghệ Hoàng gia Melbourne của Úc. Cùng năm đó, bà đã thiết lập một thực hành kiến trúc ở Johannesburg.
Calburn cũng từng làm kiến trúc sư ở Paris, Hồng Kông, Sydney và Melbourne. Ngoài nhiều dự án nhà ở, bà còn thiết kế phòng trưng bày nghệ thuật Momo của thành phố Johannesburg. Bà cũng phục vụ trong ủy ban của Viện Kiến trúc Gauteng và là giám đốc chương trình của ArchitectureZA 2010, Biên niên kiến trúc Nam Phi đầu tiên. nhằm mục đích phát triển đô thị sáng tạo ở Johannesburg. Calburn cũng đã giảng dạy tại Đại học Witwatersrand, Đại học Cape Town và Đại học RMIT Melbourne.

## Giải thưởng
Vào tháng 12 năm 2010, cùng với kiến trúc sư Dustin A. Tusnovics, Sarah Calburn đã giành giải ba trong Cuộc thi thiết kế Urbaninform tại Zurich, Thụy Sĩ, cho dự án Take the Gap của họ. Ban giám khảo nhận xét về thiết kế mạnh mẽ của dự án, coi đây là một sáng kiến quan trọng đối với loại hình nhà ở xã hội ở Nam Phi.